# Antarrut
Antarrut – wieś w Armenii, w prowincji Aragacotn. W 2011 roku liczyła 357 mieszkańców.